# HMS Cleopatra (1915)
Pour les autres navires du même nom, voir HMS Cleopatra.
Le HMS Cleopatra est un croiseur léger de classe C de la Royal Navy.

## Histoire
Mis en service dans la Royal Navy en juin 1915, le Cleopatra est affecté à la 5e escadre de croiseurs légers de la Force de Harwich, qui opère dans la mer du Nord pour garder les atterrages orientaux du pas de Calais et de la Manche. En 1915, il est équipé d'une piste sur son gaillard d'avant pour lancer des monoplans de fabrication française du Royal Naval Air Service pour attaquer les dirigeables allemands survolant la mer du Nord, mais l'avion est incapable d'atteindre l'altitude nécessaire pour attaquer les dirigeables et la piste est enlevée début 1916. En août 1915, il participe à la chasse en mer du Nord contre le croiseur auxiliaire SMS Meteor de la Kaiserliche Marine. En février 1916, il remplace le croiseur léger HMS Arethusa récemment perdu en tant que navire amiral de la Harwich Force, le commodore Reginald Tyrwhitt. Il fait partie de la force couvrant un raid d'hydravions du Royal Naval Air Service contre les hangars à dirigeables allemands à Tønder et le nord de l'Allemagne, le 24 mars 1916 et, lors du voyage de retour, aperçoit le destroyer allemand G 194 devant lui. Il se tourne vers le G 194 et le percute, coupant le destroyer en deux et le coulant immédiatement, mais la manœuvre conduit le Cleopatra à travers la proue du croiseur léger HMS Undaunted, les deux croiseurs entrent en collision ; le Cleopatra retourne à la base seul malgré les dommages subis dans les deux collisions, mais l’Undaunted est si gravement endommagé qu'il lui faut quatre jours pour atteindre le port.
Après les réparations, le Cleopatra retourne au service à temps pour prendre part aux opérations de la Royal Navy à Lowestoft pendant le bombardement de Yarmouth et de Lowestoft, le 24 avril 1916, et fait partie de la force du commodore Tyrwhitt contre les croiseurs allemands. Il participe à un engagement contre des destroyers allemands en mer du Nord le 18 juillet 1916. Le 4 août 1916, il heurte une mine au large au large de la Belgique, mais revient vite au combat après des réparations.
En janvier 1917, le Cleopatra participe à une opération infructueuse pour attaquer les destroyers allemands au large des côtes belges. Il subit une modernisation au cours de 1917. En octobre 1917, il rejoint les autres croiseurs de la Harwich Force dans une zone de patrouille pour intercepter toute tentative allemande d'intercepter des convois à destination et en provenance de la Scandinavie. Il est affecté à la 7e escadre de croiseurs légers de la Grand Fleet en août 1918 en tant que navire amiral de l'escadre, et sert à ce titre jusqu'à la fin de la Première Guerre mondiale en novembre 1918 et jusqu'en mars 1919.
Après avoir quitté la 7e escadre de croiseurs légers en mars 1919, le Cleopatra rejoint la 2e escadre de croiseurs légers en avril 1919 et sert dans la mer Baltique de 1919 à 1920 pendant la campagne britannique contre les forces bolchéviques pendant la guerre civile russe. Après son retour au Royaume-Uni, il est remis en service en octobre 1920 pour servir dans l'Atlantic Fleet. Il est désarmé en 1921 et placé dans la réserve de Nore.
Le Cleopatra est remis en service en 1923 pour servir dans la 3e escadre de croiseurs légers, puis entre dans la réserve de Devonport en 1924. Il  est de nouveau remis en service en janvier 1925 et est affecté à la 2e escadre de croiseurs légers de l'Atlantic Fleet, servant jusqu'à sa mise hors service de nouveau en décembre 1926. En décembre 1927, il est de retour dans la réserve de Nore et en est le navire amiral de septembre 1928 à mars 1931. Pendant sa présence dans la réserve de Nore, il transporte des troupes en mer Méditerranée en octobre 1928 et en Chine en 1929. En mars 1931, il est mis hors service et placé dans le chantier naval de Chatham Dockyard.
Le Cleopatra est vendu le 26 juin 1931 à l'entreprise Hughes Bolckow à Blyth (Northumberland), pour la mise au rebut.